# Oenopota murdochiana
Oenopota murdochiana är en snäckart som först beskrevs av Dall 1885.  Oenopota murdochiana ingår i släktet Oenopota och familjen kägelsnäckor. Inga underarter finns listade i Catalogue of Life.